# Églises de l'école d'architecture de Pskov
Les églises de l'école d'architecture de Pskov (en russe : Храмы псковской архитектурной школы) constituent un ensemble de monuments situés dans la ville historique de Pskov, sur les rives de la rivière Velikaya au nord-ouest de la Russie. 

## Description historique
Ces bâtiments, conçus par l’École d'architecture de Pskov, se caractérisent par des volumes cubiques, des dômes, des vérandas et des clochers, dont les éléments les plus anciens datent du XIIe siècle. Les monastères, les églises et les cathédrales sont intégrés dans l'environnement naturel par des jardins, des clôtures avec des murs et des barrières. Inspirée par les traditions byzantines et de Novgorod, l'école d'architecture de Pskov a atteint son apogée aux XVe siècle et XVIe siècle, et était l'une des plus importantes du pays. Ce style a dominé l'évolution de l'architecture russe pendant cinq siècles.
Les églises et les monastères ont été reconnus comme patrimoine culturel mondial en 2019 lors de la 43e session de la Commission du patrimoine mondial et ajoutés à la liste du patrimoine mondial de l'UNESCO.
L'église principale de Pskov, la cathédrale de la Trinité, ne fait pas partie de la sélection des dix bâtiments religieux (monastères, églises) inscrits sur la liste du patrimoine mondial.

## Liste
| Image | ID       | Nom                                                                   | Coordonnées                       | Superficie       |
| ----- | -------- | --------------------------------------------------------------------- | --------------------------------- | ---------------- |
|       | 1523-009 | Cathédrale Saint-Jean-Baptiste de Pskov, dans le monastère Ivanovsky  | 57° 49′ 33.3″ N, 28° 19′ 4.8″ E   | 0,73 ha (387 ha) |
|       | 1523-002 | Monastère Mirozhsky avec l' église de la Transfiguration              | 57° 48′ 23.6″ N, 28° 19′ 43.2″ E  | 14,4 ha (387 ha) |
|       | 1523-003 | Église des archanges Michel et Gabriel de Gorodets                    | 57° 49′ 5.7″ N, 28° 20′ 2.2″ E    | 0,55 ha (387 ha) |
|       | 1523-004 | Église de la Vierge Marie, protectrice de Dieu                        | 57° 48′ 19.3″ N, 28° 20′ 2.6″ E   | 0,14 ha (387 ha) |
|       | 1523-005 | Église Saint-Cosme et Damien-du-Pont                                  | 57° 49′ 23.7″ N, 28° 20′ 1.5″ E   | 0,14 ha (387 ha) |
|       | 1523-006 | Église Saint-Joris-sur-le-butte                                       | 57° 48′ 36″ N, 28° 19′ 56.9″ E    | 0,22 ha (387 ha) |
|       | 1523-007 | Église de l'Epiphanie près de Zapskovia                               | 57° 49′ 22.4″ N, 28° 20′ 19.46″ E | 0,24 ha (387 ha) |
|       | 1523-008 | Église Saint-Nicolas de la place sèche                                | 57° 48′ 55.9″ N, 28° 20′ 4.6″ E   | 0,25 ha (387 ha) |
|       | 1523-009 | Église Saint-Basile de la Colline                                     | 57° 48′ 55.1″ N, 28° 20′ 8.9″ E   | 0,2 ha (387 ha)  |
|       | 1523-010 | Monastère Snetogorsky avec l'église de la Nativité de la Mère de Dieu | 57° 50′ 6.3″ N, 28° 15′ 47.2″ E   | 0,2 ha (387 ha)  |